# Gamprin
Gamprin – gmina (Politische Gemeinde) w Liechtensteinie, w regionie Unterland. Do gminy należy jedna eksklawa. Leży na północy kraju, wzdłuż Renu.

## Geografia
Gamprin zamieszkuje 1728 osób, co plasuje gminę na ósmej pozycji w kraju.
Gmina zajmuje powierzchnię 6,19 km². Składa się z głównej części i eksklawy Nendler Berg, która obejmuje fragment lasu, na południe od wsi Nendeln. Na północy Gamprin graniczy z gminami Ruggell i Schellenberg. Na wschodzie i południu gmina graniczy z Eschen i jej eksklawą Rheinau-Tentscha. Na południu gmina graniczy z Schaan i jej eksklawą Plankner Neugrütt, z Planken i jej eksklawą Riet, a także z dwiema eksklawami Vaduz – Vaduzer Riet i Dachssegg.
Gamprin leży w nizinnej, północnej części kraju, na wschodnim zboczu szczytu Eschnerberg. W południowej części gminy znajdują się obszary rolnicze i przemysłowe. Różne firmy na terenie gminy dają 2400 miejsc pracy. Centralną część gminy stanowi wieś Bendern. Na północ od wsi znajduje się sama gmina Gamprin. Ze względu na równomierne rozłożenie ludności gminy pomiędzy wsią i samym Gamprin, gmina nazywana jest czasem Gamprin-Bendern.
Gmina leży nad Renem i w związku z tym posiada granicę lądową ze Szwajcarią, a konkretnie z miejscowością Haag.
W Gamprin leży jedyne naturalnie uformowane jezioro w Liechtensteinie – Gampriner Seele, które powstało po powodzi Renu w 1927 roku. Jezioro, wraz z otaczającą je roślinnością (trzciny, krzewy i drzewa) jest objęte ochroną.

## Historia
Najważniejszym historycznie punktem gminy jest wzgórze kościelne we wsi Bendern. Na wzgórzu zaczynał się dawny szlak na wzgórze Eschnerberg, który prowadził również przez jedną z najstarszych, odkrytych w Liechtensteinie prehistorycznych osad – Lutzagüetle, która znajdowała się właśnie na terenie dzisiejszego Gamprin.
To właśnie na wzgórzu kościelnym mieszkańcy Schellenbergu przysięgali wierność księciu Liechtensteinu 16 marca 1699 roku. Stąd też niektórzy uważają Bendern, za miejsce powstania księstwa Liechtensteinu.

## Herb i flaga
W latach 1950–57 funkcjonował tymczasowych herb, na którym znalazła się symbolika, związana z kościołem w Bendern. Obecny herb został zaprojektowany w roku 1957, a rok później książę Franciszek Józef II wydał zgodę na jego powszechne używanie. Herb gminy stanowi niebieska tarcza z przecinający ją złotym, falistym pasem, który symbolizuje Ren. Ponadto na herbie znajdują się dwie róże, które pochodzą z rodzinnego herbu Rüdigera von Limbacha, właściciela starej plebanii i rozległych posiadłości na terenie gminy.

## Zabytki
- kościół WNMP (Mariä Himmelfahrt) w Bendern z połowy XV w.
- Grota Marii (Marien-Grotte) – niewielkie zagłębienie w skalistym zboczu wzgórza kościelnego, zorganizowano w niej kaplicę
- pozostałości neolitycznej osady Lotzagüetle z ok. 4000 r. p.n.e.

## Sport
- Centrum Rozrywki i Sportu Grossabünt – kompleks sportowo-rekreacyjny powstały w 2011 roku.

## Osoby

### związane z gminą
- Tina Weirather – narciarka alpejska, brązowa medalistka olimpijska, wicemistrzyni świata, mieszka tutaj